# República de Texas (milicia)

Logotipo de la República de Texas utilizado en algunos documentos grupales y sitios web.

La República de Texas es un término general para varias organizaciones, algunas de las cuales han sido llamadas grupos de milicias, que afirman que la anexión de Texas por parte de Estados Unidos fue ilegal y que Texas sigue siendo una nación independiente para este día pero está bajo ocupación. El tema del estatus legal de Texas llevó aun grupo a afirmar que había reinstalado un gobierno provisional el 13 de diciembre de 1995. Los activistas dentro del movimiento claman tener más de 40,000 partidarios activos, y las encuestas de opinión pública han mostrado un apoyo significativo a la secesión de Texas u otros estados. Una encuesta de Reuters/Ipsos de septiembre de 2014 encontró que más del 34% de las personas en los estados del suroeste estaban a favor de que su propio estado se separara de Estados Unidos. Sin embargo, hasta ahora, los partidarios no han logrado convertir estos sentimientos públicos en movimientos concretos hacia una Texas independiente.

## Historia
El movimiento por la independencia fue iniciado por Richard Lance "Rick" McLaren (nacido c. 1953). McLaren afirmó que, en 1861, los texanos votaron para abandonar la Unión. Que a la mayoría de los leales a la Unión se les impidió votar por la violencia, las amenazas y el terrorismo, ignoró. McLaren aún llegó a la conclusión de que Texas aún cumplía con los requisitos, según el derecho internacional, de una nación cautiva en guerra desde el final de la guerra civil estadounidense en 1865, una afirmación no respaldada por los estudiosos.
El movimiento se dividió en tres facciones en 1996, una dirigida por McLaren, una por David Johnson y Jesse Enloe, y la tercera por Archie Lowe y Daniel Miller. En 1997, McLaren y sus seguidores secuestraron a Joe y Margaret Ann Rowe, los mantuvieron como rehenes en el Davis Mountain Resort y exigieron la liberación de un miembro del movimiento a cambio de la liberación de los Rowe. La esposa de McLaren, Evelyn, lo convenció de que se rindiera pacíficamente después de un enfrentamiento de una semana con la policía y los Rangers de Texas. McLaren y otros cuatro miembros de la República de Texas fueron enviados a prisión. Otros dos miembros del grupo, Richard F. Keyes III y Mike Matson lograron escabullirse. Matson fue asesinado a tiros por los Texas Rangers dos días después, mientras que Keyes se entregó a las autoridades el 19 de septiembre. En junio de 1998, Keyes fue declarado culpable de robo con intención de cometer asalto agravado y sentenciado a 90 años de prisión. Esto efectivamente destruyó la facción McLaren, y la facción Johnson-Enloe fue desacreditada después de que dos de sus miembros, Jack Abbot Grebe Jr. y Johnie Wise, fueran condenados en 1998 por amenazar con asesinar a varios funcionarios del gobierno, incluido el presidente Bill Clinton.
El caso McLaren condujo al establecimiento del grupo "STAR", o Equipo de Respuesta de Sheriffs de Texas, creado por Gary Painter, el alguacil del condado de Midland, e incluyendo a funcionarios de unos sesenta condados del oeste de Texas. En un caso que involucraba a Richard McLaren y su esposa Evelyn como demandantes, un Tribunal de Distrito de los Estados Unidos en el Distrito de Columbia dictaminó, el 30 de abril de 1998: "A pesar del argumento de los demandantes (...) en 1845, Texas se convirtió en el 28º estado de los Estados Unidos de América. La República de Texas ya no existe ".
En 2003, lo que quedaba del movimiento organizado se consolidó en un grupo dominante que reconocía un gobierno "interino" (que reemplazó al gobierno "provisional"), encabezado por Daniel Miller. Este gobierno interino reclamó la autoridad de las proclamaciones originales de 1995 y estableció una sede en la ciudad de Overton. El movimiento se dividió nuevamente por argumentos legales, lo que resultó en el estado actual de las cosas. La mayoría de las personalidades originales del movimiento han desaparecido de la vista del público. Las finanzas de la organización provienen de donaciones y la venta de algunos artículos, como el Pasaporte de la República de Texas. La sede de la República de Texas en Overton, se incendió el 31 de agosto de 2005, dejando como saldo una persona levemente herida.
En enero de 2004, un hombre encarcelado en Aspen, Colorado, afirmó que el estado de Colorado no tenía jurisdicción para extraditarlo a California con una orden de libertad condicional, con el argumento de que era ciudadano de la República de Texas. Dijo que la franja de tierra que contiene Aspen era parte de la República original de Texas y, como tal, no era ciudadano de los Estados Unidos. Su reclamo fue rechazado por los tribunales.
En 2010, se hizo referencia al grupo en el documento de la Escuela de Guerra del Ejército de los EE. UU. Titulado "Guerra: voluntad, acción y recursos", el documento amplió la definición de guerra para incluir actores no estatales.
En febrero de 2015, agentes del FBI, la oficina del fiscal general de Texas, los diputados del condado de Brazos y la policía de la ciudad de Bryan, Texas, llevaron a cabo una redada en una reunión de unos sesenta seguidores de un grupo de la República de Texas.  No se realizaron arrestos, pero los agentes incautaron computadoras, teléfonos y otros artículos. La redada se llevó a cabo en relación con una acusación de que un miembro del grupo, que afirmaba ser "presidente de la Corte Internacional de Derecho Común de la República de Texas", había dictado órdenes judiciales falsas de "quo warranto" y "mandamus" y una "citación" falsa, que pretende ordenar que un abogado y un juez de la corte estatal de Texas se presenten a las "audiencias" aparentemente llevadas a cabo por el grupo en Bryan, Texas. El 27 de abril de 2015, McLaren, mientras estaba preso en la Unidad de Texas Clements en Amarillo, Texas, entregó "Aviso legal de inicio de interacciones especiales" contra el Presidente del Tribunal Supremo Richard Barajas, Senior Status, de El Paso, Texas afirmando "Declaración en la Ley de Ejecución de la Ley de Derechos en o sobre el Territorio de Texas "

## Aparición en otros medios
La película independiente de [2013]] La República de Rick es una historia de ficción basada en la historia de Rick McLaren y la República de Texas. [23] Fue una selección oficial del Festival de Cine de Slamdance de 2014.

### Sitios webs relacionados
- Movimiento Nacionalista de Texas
- Separación de Texas